# Phyllonorycter messaniella
Espèce
Phyllonorycter messaniella est une espèce européenne de lépidoptères (papillons) de la famille des Gracillariidae.

## Répartition
Cette espèce se trouve au sud d'une ligne courant depuis l'Irlande, traversant la Grande Bretagne, le Danemark et atteignant l'Ukraine. On la trouve aussi dans les Îles Canaries. Elle a été introduite en Nouvelle-Zélande et en Australie. 

## Écologie

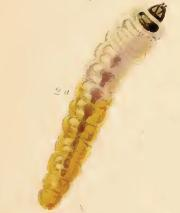
Chenille

Les chenilles minent les feuilles de leurs plantes hôtes, Carpinus betulus, Castanea sativa, Fagus sylvatica, Prunus, diverses espèces de chênes (Quercus ilex, Quercus petraea, Quercus robur, Quercus suber, Quercus x turneri) et de tilleuls (Tilia). Les mines de couleur claire, de forme ovale, sont formées entre des vaisseaux latéraux de la feuille.

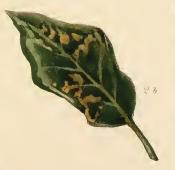
Feuille de chêne vert minée